# Vakfıkebir (district)
Vakfıkebir is een Turks district in de provincie Trabzon en telt 26.551 inwoners (2007). Het district heeft een oppervlakte van 143,0 km². Hoofdplaats is Vakfıkebir.
De bevolkingsontwikkeling van het district is weergegeven in onderstaande tabel.
| 1997   | 2000   | 2007   |
| ------ | ------ | ------ |
| 48.868 | 53.227 | 26.551 |